# Ochromelinda munroi
Ochromelinda munroi är en tvåvingeart som först beskrevs av Charles Howard Curran 1926.  Ochromelinda munroi ingår i släktet Ochromelinda och familjen spyflugor. Inga underarter finns listade i Catalogue of Life.